# Riksvei 2
De Riksvei 2 (Rijksweg 2) is een hoofdverbindingsweg in het oosten van Noorwegen. De weg loopt van Elverum langs de Glomma naar Kongsvinger en van daar naar de grens met Zweden bij Morokulien. De totale lengte van de weg is 132 kilometer.

## Plaatsen langs de weg
De huidige riksvei 2 loopt door de gemeenten Elverum, Våler, Åsnes, Grue, Kongsvinger en Eidskog. Daarbij worden de volgende plaatsen aangedaan:

### Elverum

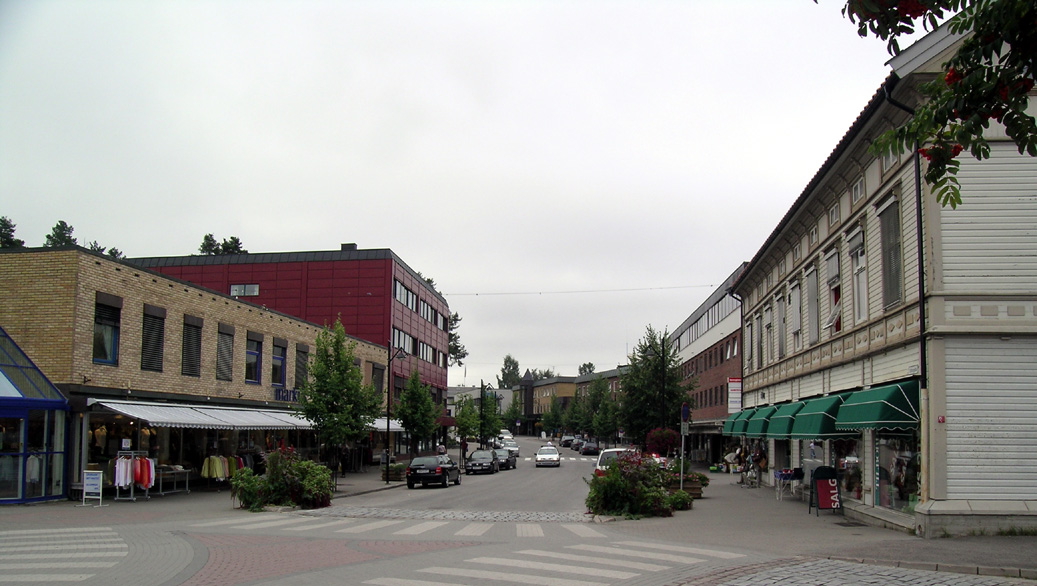
Elverum

De weg begint in Elverum bij de rotonde met riksvei 25. De weg loopt door de stad naar het zuiden. De eerste plaats die de weg aandoet is Heradsbygd een kleine 10 kilometer vanaf Elverum. Na Heradsbygd volgt Jømna. Bij dit dorp kruist de weg de spoorlijn tussen Elverum en Kongsvinger die hetzelfde traject volgt.

### Våler
In de gemeente Våler is de eerste plaats die de weg passeert het dorpje Braskereidfoss. De hoofdplaats van de gemeente, het dorp  Våler ligt ten westen van de weg, de weg loopt er met een boog omheen.

Europese wegen:
E6 · E8 · E10 · E12 · E14 · E16 · E18 · E39 · E45 · E69 · E75 · E105 · E134 · E136
Riksveier:
2 · 
3 · 
4 · 
5 · 
7 · 
9 · 
12 · 
13 · 
15 · 
19 · 
20 · 
21 · 
22 · 
23 · 
25 · 
35 · 
36 · 
40 · 
41 · 
42 · 
44 · 
47 · 
52 · 
55 · 
70 · 
73 · 
77 · 
80 · 
83 · 
85 · 
92 · 
93 · 
94 · 
110 · 
111 · 
120 · 
150 · 
156 · 
159 · 
162 · 
163 · 
190 · 
191 · 
200 · 
282 · 
420 · 
451 · 
502 · 
509 · 
510 · 
518 · 
555 · 
562 · 
580 · 
616 · 
617 · 
658 · 
681 · 
706 · 
827 · 
833 · 
853 · 
862 · 
881 · 
887 · 
892 · 
893